# Dolichopeza anitra
Dolichopeza anitra är en tvåvingeart som beskrevs av Alexander 1956. Dolichopeza anitra ingår i släktet Dolichopeza och familjen storharkrankar.
Artens utbredningsområde är Uganda. Inga underarter finns listade i Catalogue of Life.